# Никифор I Комнин Дука
Ники́фор I Комни́н Ду́ка (греч. Νικηφόρος Α΄ Κομνηνός Δούκας), (р. 1240— ум. 1297), также известен как Ники́фор I Ангел или Ники́фор I Ангел Ду́ка — правитель Эпирского деспотата в период с 1267/1268 по 1297 годы.

## Происхождение
Никифор был старшим сыном Михаила II Комнина Дуки и Феодоры Петралифы. В 1249 году Никифора женили на внучке никейского императора Иоанна III Дуки Ватаца Марии, и за это он был удостоен титула деспота. Свадьба состоялась в Фессалониках в 1256 году, но принцесса умерла в 1258 году. Впрочем, это не помешало наследнику Ватаца — Феодору II Ласкарису в 1257 году у Фессалоник пленить Никифора и его мать, отпустив их после уступки городов Сервия и Диррахий.
В дальнейшем Никифор принимал активное участие в противостоянии своего отца с Михаилом VIII Палеологом и не бросил его после поражения при Пелагонии. После того, как большая часть Эпира была занята никейцами в 1259 году, он отправился к своему родственнику — королю Сицилии Манфреду Штауфену.
С его помощью изгнанники смогли восстановить свою власть и даже пленить вражеского полководца Алексея Стратигопула. Но весной 1264 года они лишились поддержки короля Сицилии и заключили договор с Палеологом. По его условиям Никифор женился на родственнице византийца — Анне Кантакузине.

## Правление
В 1267/1268 годах умер Михаил II, и власть в Эпире перешла к его сыну. Тот в 1276 году заключил союз с графом Прованса Карлом Анжуйским, занявшим престол Сицилии и захватившим Диррахий в 1272 году. В 1278 году войска Карла, Никифора и его сводного брата — властителя Фессалии Иоанна I Дуки заняли несколько городов, включая Бутринти.
Несмотря на альянс с католическим государем, эпирцы выступали против политики Палеолога по унии православной и католической церквей. В 1279 году Никифор признал себя вассалом Карла и отдал ему Бутринти. Вскоре после поражения Карла от византийцев Албания перешла в руки последних. В 1282 году произошла Сицилийская вечерня, и Карл позабыл о борьбе с ромеями.

Византийская империя и Балканские государства около 1265 года.

После прихода к власти в Византии Андроника II Палеолога Никифор заключил с ним союз. Это произошло благодаря жене эпирского правителя Анне, которая манипулировала своим супругом в угоду Византии. Так, в 1284 году ромеям удалось обманом заманить в Эпир сына Иоанна Дуки Михаила, которого отправили в Константинополь. Из-за этого Никифору пришлось воевать со своим родственником, посчитавшем его виновным в этом преступлении. Кантакузина стремилась женитьбой объединить правителей Византии и Эпира, но сделать это ей не удалось. Но в 1290 году её сын Фома получил из рук ромеев титул деспота.
Население Эпира не желало быть слугами Палеологов, и в 1291 году Никифор начал переговоры с правителем Неаполитанского королевства Карлом II Хромым. Из-за этого стартовало вторжение византийцев в Эпир, которое было отбито с помощью итальянцев. В 1294 году Никифор выдал свою дочь замуж за Филиппа I Тарентского, сына Карла II Неаполитанского. Также он обещал передать свой престол ей, а не своему сыну.
Противоречия между греческой знатью и неаполитанцами позволили племяннику Никифора — правителю Фессалии — захватить основные крепости региона. Большая их часть была отвоёвана итальянцами, и в 1296 году был заключён мир. Никифор умер после заключения договора — в период между сентябрём 1296 и июлем 1298 года. Его вдова Анна управляла страной от имени их сына Фомы.

## Семья
Первой супругой монарха стала дочь императора Феодора II Ласкариса Мария, от брака с которой родилась дочь:
- Мария, вышедшая замуж за графа Кефалинии Иоанна I Орсини (1304—1317); их дети Николай Орсини и Иоанн II Орсини станут правителями Эпира.

Второй женой Никифора стала Анна Кантакузина, племянница византийского императора Михаила VIII Палеолога. От этого брака у царя Эпира было двое детей:
- Тамара Ангелина Комнина — супруга Филиппа I Тарентского, сына Карла II Неаполитанского.
- Фома I Комнин Дука — наследник Никифора на посту правителя Эпира.